# Aplastodiscus sibilatus
Aplastodiscus sibilatus é uma espécie de anfíbio da família Hylidae. Endêmica do Brasil, pode ser encontrada nos estados de Alagoas e Bahia.